# Complex Number Calculator
Le Complex Number Calculator est un calculateur électromécanique non programmable créé en 1939 par George Stibitz (en) et Samuel Williams. Il est conçu pour faire des opérations sur des nombres complexes,,.